# Hadží Dunja Gul Njazí Džamja Masdžíd
Hadží Dunja Gul Njazí Džamja Masdžíd (paštunsky: حاجی دنیا ګل نیازی جامعه مسجد) je mešita ve městě Mehtar Lám v provincii Laghmán v Afghánistánu. Stavební práce na dvou mešitách byly zahájeny v roce 2017. Druhá mešita byla otevřena v roce 2021 a má kapacitu 2 000 věřících. Součástí dvoupatrové mešity je školicí středisko islámských věd.